# Église de la Trinité de Clisson
L'église de la Trinité est une église située à Clisson, en France.

## Localisation
L'église est située sur la commune de Clisson, dans le département de la Loire-Atlantique.

## Historique
La Trinité de Clisson (XIe siècle-XIXe siècle) semble être l'église la plus ancienne de la ville : il en est fait mention dès 855. Appartenant originellement à un prieuré bénédictin dépendant des abbayes de Saint Martin de Vertou et de Saint Jouin de Marnes, l'église bâtie en 1105  est profondément remaniée au cours des siècles. En 1645, elle est confiée aux sœurs bénédictines de Fontevrault qui y créent un collège. Sujette à des modifications dû à l'implantation de ce prieuré Fontevriste, le corps du bâtiment accompagné par une portion de cloître, le retable classé et l'oratoire sont cependant conservés. L'abside romane est rasée pour faire place à un chœur plus spacieux. Les bénédictines resteront à la Trinité jusqu'à la Révolution française. L'église est incendiée en 1794, lors du passage des Colonnes Infernales. Elle est remise en état et devient paroissiale au XIXe siècle. Elle est lourdement restaurée en 1869 par l'architecte Méchinaud, lui faisant perdre une grande partie de son authenticité.
Le monument est inscrit au titre des monuments historiques en 1997.

## Description
L'extérieur, restauré sans grand respect au XIXe siècle, fait songer à un édifice néo-roman. Seule la tour de croisée a conservé son aspect originel. Elle est percée de deux fenêtres sur chaque face.
La nef à trois vaisseaux a cinq travées. Ses parties basses datent du XIIe siècle. Les grandes arcades à double rouleau en arc brisé retombent sur des piles complexes formées d'un pilier carré accolé de deux pilastres engagés à imposte simple. Les voûtes d'ogives de la nef (comme celles des bas-côtés) datent du XIXe siècle et s'amortissent sur des consoles ornés de masques datant de la restauration de l'édifice. Elles ont remplacé un plafond de bois, mais il est possible que l'église ait été voûtée avant des destructions de la Révolution française.
L'arc triomphal du transept, est un arc brisé à double rouleau retombant sur des colonnes engagées. Huit chapiteaux romans sculptés de motifs végétaux stylisés subsistent à la croisée. Les deux bras du transept sont la partie de l'édifice la moins touchée par les restaurations et ont conservé leurs voûtes d'origine. Sur les deux absidioles, seule l'absidiole nord existe encore.
Le chœur du XVIIe siècle à chevet plat , très profond et vouté en berceau, a été peu touché par les restaurations du XIXe siècle. Le fond est occupé par un retable de style baroque richement orné. Du côté nord de l'abside se trouve une chapelle carrée qui s'ouvre sur le chœur par deux arcades de plein cintre supportées par des piliers et des chapiteaux trapus. Ce pourrait être un reste d'un édifice antérieur du XIe siècle.

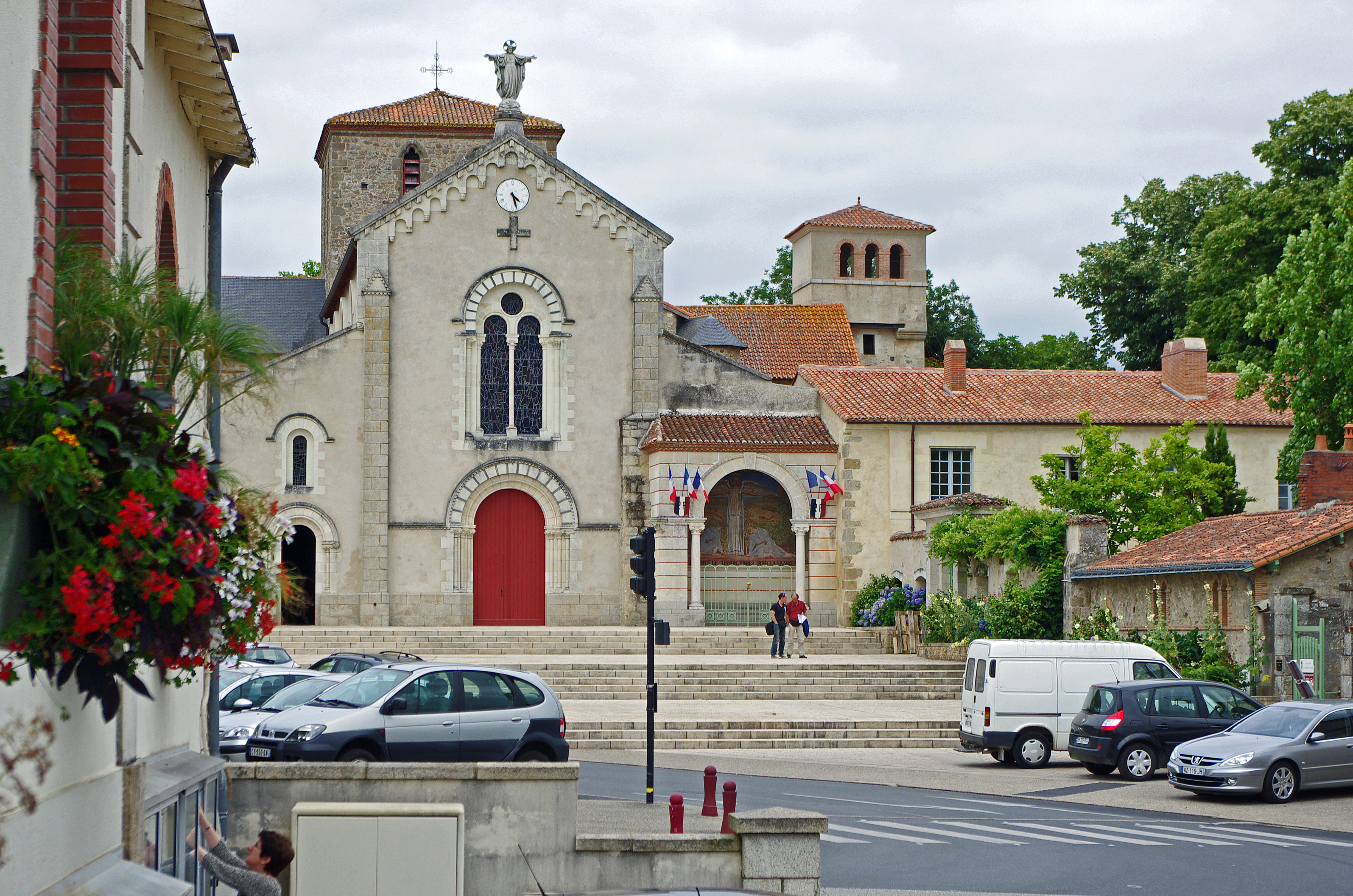
La façade.
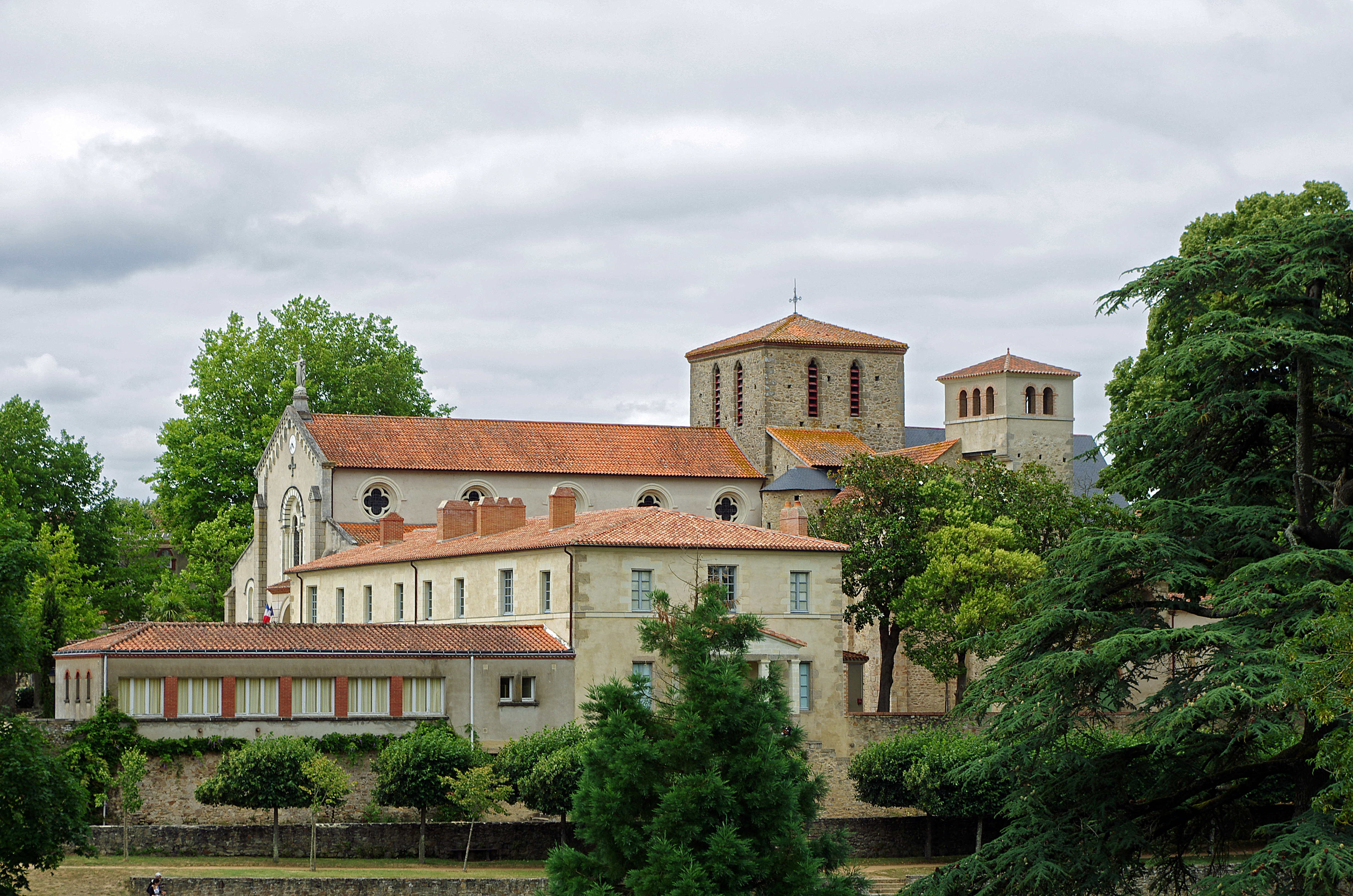
Côté sud.
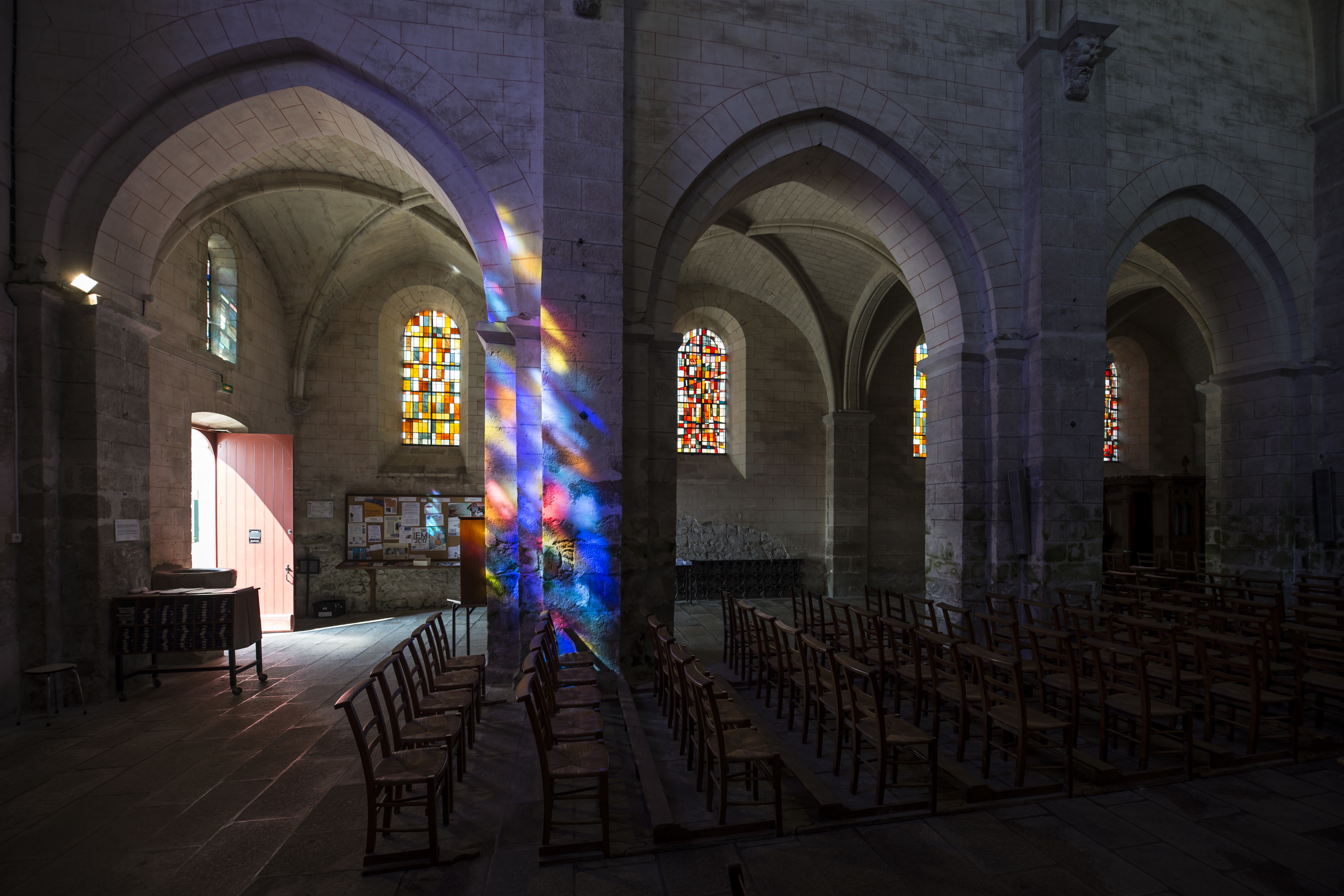
Les grandes arcades de la nef.
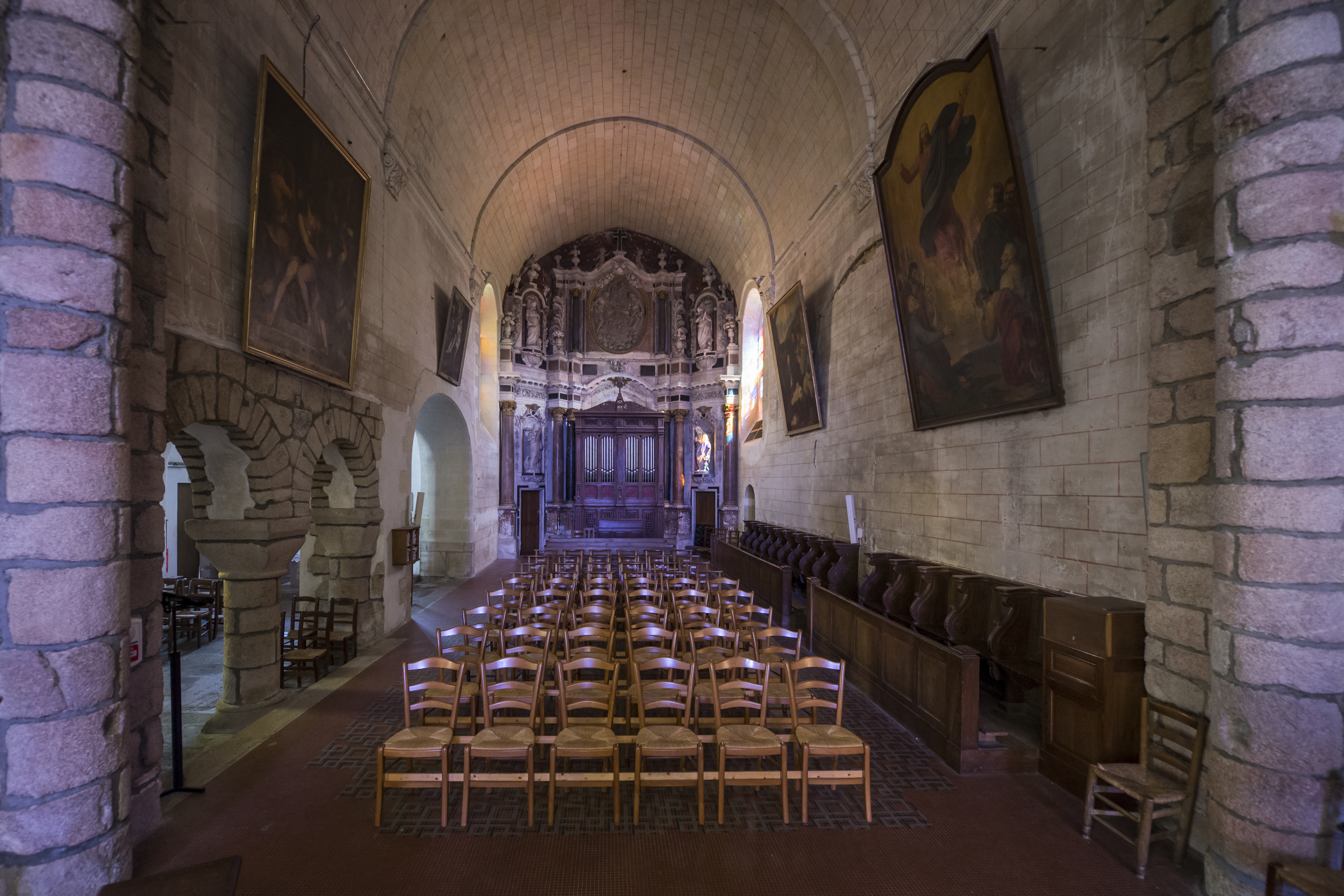
Le chœur.